# Tanzim
Tanzim (en árabe "Organización") es una facción armada del grupo palestino Fatah. Tiene vínculos con las Brigadas de los Mártires de Al-Aqsa, un grupo armado palestino que opera en Gaza y Transjordania.

## Origen
Se originó en 1983 por Marwan Barghuti, un militante de Fatah durante la Primera Intifada. Barghuti, un político cercano a Yasser Arafat, quiso crear una fuerza armada para la nueva Autoridad Nacional Palestina fuera de la Policía Civil Palestina. Reclutó muchos veteranos y militantes de la Primera Intifada, y formaron el Tanzim en 1995 mientras se extendía el poder de la Autoridad Nacional Palestina a ciudades en Cisjordania como Ramala, Nablus, y Jericó. 
Para Barghuti, una de las razones para fundar el Tanzim era la amenaza de que las milicias de Hamás controlaran las calles, mientras que Fatah estaría limitado a las oficinas de la Autoridad Nacional Palestina. Durante los años 90, el Tanzim se convirtió en un movimiento de masas, con un ejército de jóvenes que declaraban su intención de sacrificarse a sí mismos por la liberación de Palestina y por Yasser Arafat.
Muchos de los militantes del Tanzim son veteranos procedentes de la Primera Intifada o de grupos armados palestinos en el exilio, en el Líbano y en otros países. Como oposición al Tanzim apareció un ala de la Policía Civil Palestina, el Servicio de Seguridad Preventiva, al mando de Muhammad Dahlan. El grupo se autodefine como "grupo armado de defensa", sin embargo es considerado una organización terrorista por el estado de Israel y los Estados Unidos. 

## Grupos rivales
El Tanzim tiene como grupos rivales en los calles palestinas:
- Brigadas Ezzedin Al-Kassam (brazo armado de Hamás).
- Brigadas Al-Quds (brazo armado de la Yihad Islámica).
- El SSP.
- Otros grupos de Al-Fatah que se oponen a la jefatura de Barghuti. Barghuti tiene problemas personales con Muhammad Dahlan, el exjefe de seguridad en la Autoridad Nacional Palestina en Gaza y Yibril Rayoub, un exoficial con funciones similares en Ramala.